# Sydslesvigske Jernbane
Den Sydslesvigske Jernbane (også Frederik den Syvendes Sydslesvigske Jernbane) var en banestrækning mellem Flensborg, Husum og Tønning. En af initiativtagerne til den nye jernbane var købmand Christian Hansen jun. fra Flensborg, som i 1837 udgav et skrift, hvori han argumenterede for en forbindelse fra Flensborg til vestkysten. Planen blev til virkelighed, da byggeriet startede i 1852. Allerede to år senere kunne banestrækningen indvies. I samme år kunne også indvies en sidebane fra Øster Ørsted via Klosterko ved Slesvig by til Bydelstorp ved Rendsborg. Bag projektet stod den privatejde Flensborg-Husum-Tønning jernbaneselskab, som blev ejet og drevet af den britiske entreprenør Sir Samuel Morton Peto. Banen var den første i Sønderjylland / Hertugdømmet Slesvig.
Formålet var at undgå den længere transportvej på skibe om Jyllands nordkyst ved at benytte sig af den korte afstand mellem havnene ved den sønderjyske vestkyst og Flensborg. Af samme grund blev allerede 1784 indviet Ejderkanalen mellem Tønning og Holtenå. Banen skulle gøre det især lettere at transportere danske landbrugsprodukter som kvæg og smør fra fjordbyen ud til vestkysten, hvorfra de kunne sendes til England - uden om konkurrenterne Hamborg og Lübeck. Projektet om den sydslesvigske jernbane kunne også ses som et led i den danske politik i Sydslesvig efter Treårskrigen ved at nedprioritere de nord-sydgående forbindelser og i stedet fremme skibs- og handelsforbindelserne til København mod øst og England mod vest.
Den sydslesvigske jernbane startede på den Engelske Banegård ved Havnespidsen i Flensborg og førte via det slesvigske midtland til pakhuset ved Tønning havn, hvor omlæsning fandt sted. Stationen i Flensborg blev officielt indviet den 25. oktober 1854 under tilstedeværelse af kong Frederik 7.. Efter den dansk-tyske krig 1864 ombyggedes banen mellem Slesvig og Flensborg af preusserne så den nu gik mere direkte via Jydbæk, del-strækningen mellem Eggebæk og Øster Ørsted blev 1869 opgivet. Strækningen indgår i dag i den nord-syd-gående rute Rendsborg-Slesvig-Flensborg og den øst-vest-gående rute Slesvig-Husum-Sankt Peter Ording.

## Strækningen
Strækningen har haft følgende stationer:
- Flensborg, Engelske Banegård (på tysk: Flensburg, Englischer Bahnhof)
- Skovkro (Holzkrug)
- Tarp
- Eggebæk (Eggebek)
- Sollerup
- Øster Ørsted (Oster-Ohrstedt)
- Svesing (Schwesing)
- Husum
- Frederiksstad (Friedrichstadt)
- Harblek
- Tønning (Tönning)